# Národní park Rago
Národní park Rago je se 167 km² jedním z nejmenších norských národních parků. Nachází se nedaleko města Fauske v kraji Nordland za polárním kruhem. Leží u hranic se Švédskem, východně od mezinárodní silnice E6. Bezprostředně sousedí s největším švédským národním parkem Padjelanta a přes něj s dalšími přilehlými švédskými národními parky Sarek a Stora Sjöfallet.
Území národního parku je členité a velmi rozmanité, nalezneme zde velmi strmé hory a hluboko zaříznutá údolí, jezera propojená horskými řekami s vodopády. Níže položené oblasti jsou zarostlé borovicovým lesem, ve vyšších polohách už dominují skalní plotny poseté bludnými balvany, srázy a nevelké ledovce. Nejvyšším bodem je hora Rago (1312 m).
V místních lesích žijí losi, nad úrovní lesa se pasou sobi, pravidelně zde přebývá rosomák, vzácněji je k vidění rys, vydra, norek, kuna lesní, liška, hranostaj nebo lasice.